# Музей видатних харків'ян ім. К. І. Шульженко
«Музей видатних харків'ян імені К. І. Шульженко» — музей у м. Харкові, названий на честь співачки Клавдії Шульженко. Розташований за адресою: Селищний провулок, 1. Заснований у вересні 1995 року.